# Seznam následníků rakouského trůnu
Toto je seznam osob, které byly od doby, kdy Karel VI. v roce 1711 nastoupil na trůn, až do konce monarchie v Rakousku-Uhersku v roce 1918, následníky nebo domnělými následníky Rakouského arcivévodství. Ti dědicové, kteří na trůn nastoupili jsou uvedeni tučně.
Postavení dědice Říše bylo často velmi důležité. Nejednou byl mladší bratr císaře přesvědčen, aby se vzdal nástupnických práv ve prospěch svého syna a zajistil mladého mužského následníka trůnu. Sebevražda korunního prince v roce 1889 a atentát na následujícího dědice v roce 1914 (považováno za jednu z velkých příčin první světové války) vedly k nestabilitě v monarchii, možná přispěly k jejímu zrušení na konci války v roce 1918. 

## Následníci Rakouského arcivévodství
| Arcivévoda                                    | Následník                   | Vztah k arcivévodovi a postavení | Stal se následníkem                                    | Přestal být následníkem                            | Další na řadě                                    |
| --------------------------------------------- | --------------------------- | -------------------------------- | ------------------------------------------------------ | -------------------------------------------------- | ------------------------------------------------ |
| Karel VI.                                     | Arcivévodkyně Marie Josefa  | Neteř Domnělá dědička            | 17. dubna 1711; postoupení strýce v linii nástupnictví | 13. dubna 1716; narození syna arcivévodovi         | Arcivévodkyně Marie Amálie 1711–1716, sestra     |
| Karel VI.                                     | Arcivévoda Leopold Johann   | Syn Zjevný dědic                 | 13. dubna 1716; narození                               | 4. listopadu 1716; smrt                            | Arcivévodkyně Marie Josefa 1716, sestřenice      |
| Karel VI.                                     | Arcivévodkyně Marie Josefa  | Neteř Domnělá dědička            | 4. listopadu 1716; smrt bratrance                      | 13. května 1717; narození dcery arcivévodovi       | Arcivévodkyně Marie Amálie 1716–1717, sestra     |
| Karel VI.                                     | Arcivévodkyně Marie Terezie | Dcera Domnělá dědička            | 13. května 1717; narození                              | 20. října 1740; postoupení v linii nástupnictví    | Arcivévodkyně Marie Josefa 1717–1718, sestřenice |
| Karel VI.                                     | Arcivévodkyně Marie Terezie | Dcera Domnělá dědička            | 13. května 1717; narození                              | 20. října 1740; postoupení v linii nástupnictví    | Arcivévodkyně Marie Anna 1718–1737 sestra        |
| Karel VI.                                     | Arcivévodkyně Marie Terezie | Dcera Domnělá dědička            | 13. května 1717; narození                              | 20. října 1740; postoupení v linii nástupnictví    | Arcivévodkyně Marie Alžběta 1737–1740, dcera     |
| Karel VI.                                     | Arcivévodkyně Marie Terezie | Dcera Domnělá dědička            | 13. května 1717; narození                              | 20. října 1740; postoupení v linii nástupnictví    | Arcivévodkyně Marie Anna 1740, dcera             |
| Marie Terezie a František I. Štěpán Lotrinský | Arcivévodkyně Marie Anna    | Dcera Domnělá dědička            | 20. října 1740; postoupení matky v linii nástupnictví  | 13. března 1741; narození syna arcivévodkyni       | Arcivévodkyně Marie Karolína 1740–1741, sestra   |
| Marie Terezie a František I. Štěpán Lotrinský | Arcivévodkyně Marie Anna    | Dcera Domnělá dědička            | 20. října 1740; postoupení matky v linii nástupnictví  | 13. března 1741; narození syna arcivévodkyni       | Arcivévodkyně Marie Anna 1741, teta              |
| Marie Terezie a František I. Štěpán Lotrinský | Arcivévoda Josef            | Syn Zjevný dědic                 | 13. března 1741; narození                              | 18. srpna 1765; postoupení v linii nástupnictví    | Arcivévodkyně Marie Anna 1741–1745, sestra       |
| Marie Terezie a František I. Štěpán Lotrinský | Arcivévoda Josef            | Syn Zjevný dědic                 | 13. března 1741; narození                              | 18. srpna 1765; postoupení v linii nástupnictví    | Arcivévoda Karel Josef 1745–1761, bratr          |
| Marie Terezie a František I. Štěpán Lotrinský | Arcivévoda Josef            | Syn Zjevný dědic                 | 13. března 1741; narození                              | 18. srpna 1765; postoupení v linii nástupnictví    | Arcivévoda Leopold 1761–1765, bratr              |
| Marie Terezie a Josef II.                     | Petr Leopold I. Toskánský   | Syn a bratr Domnělý dědic        | 18. srpna 1765; postoupení bratra v linii nástupnictví | 20. února 1790; postoupení v linii nástupnictví    | Arcivévoda Ferdinand 1765–1768, bratr            |
| Josef II.                                     | Petr Leopold I. Toskánský   | Syn a bratr Domnělý dědic        | 18. srpna 1765; postoupení bratra v linii nástupnictví | 20. února 1790; postoupení v linii nástupnictví    | Arcivévoda František 1768–1790, syn              |
| Leopold II.                                   | Arcivévoda František        | Syn Zjevný dědic                 | 20. února 1790; postoupení otce v linii nástupnictví   | 1. března 1792; postoupení v linii nástupnictví    | Ferdinand III. Toskánský 1790–1792, bratr        |
| František I. Rakouský                         | Ferdinand III. Toskánský    | Bratr Domnělý dědic              | 1. března 1792; postoupení bratra v linii nástupnictví | 19. dubna 1793; narození syna arcivévodovi         | Arcivévoda Karel 1792–1793, bratr                |
| František I. Rakouský                         | Arcivévoda Ferdinand        | Syn Zjevný dědic                 | 19. dubna 1793; narození                               | 11. srpna 1804; arcivévodství nahrazeno císařstvím | Ferdinand III. Toskánský 1793–1799, strýc        |
| František I. Rakouský                         | Arcivévoda Ferdinand        | Syn Zjevný dědic                 | 19. dubna 1793; narození                               | 11. srpna 1804; arcivévodství nahrazeno císařstvím | Arcivévoda Josef František 1799–1804, bratr      |

## Následníci Rakouského císařství
| Císař              | Následník                      | Vztah k císaři a postavení | Stal se následníkem                                     | Přestal být následníkem                            | Další na řadě                                  |
| ------------------ | ------------------------------ | -------------------------- | ------------------------------------------------------- | -------------------------------------------------- | ---------------------------------------------- |
| František I.       | Korunní princ Ferdinand        | Syn Zjevný dědic           | 11. srpna 1804; založení císařství                      | 2. března 1835; postoupení v linii nástupnictví    | Arcivévoda Josef František 1804–1807, bratr    |
| František I.       | Korunní princ Ferdinand        | Syn Zjevný dědic           | 11. srpna 1804; založení císařství                      | 2. března 1835; postoupení v linii nástupnictví    | Arcivévoda František Karel1807–1835, bratr     |
| Ferdinand I.       | Arcivévoda František Karel     | Bratr Domnělý dědic        | 2. března 1835; bratr postoupil v linii nástupnictví    | 2. prosince 1848; zřečení se nástupnických práv    | Arcivévoda František Josef1835–1848, syn       |
| František Josef I. | Arcivévoda Ferdinand Maxmilián | Bratr Domnělý dědic        | 2. prosince 1848; bratr postoupil v linii nástupnictví  | 21. srpna 1858; narození syna císaři               | Arcivévoda Karel Ludvík1848–1858, bratr        |
| František Josef I. | Korunní princ Rudolf           | Syn Zjevný dědic           | 21. srpna 1858; narození                                | 30. ledna 1889; smrt                               | Arcivévoda Ferdinand Maxmilián1858–1864, strýc |
| František Josef I. | Korunní princ Rudolf           | Syn Zjevný dědic           | 21. srpna 1858; narození                                | 30. ledna 1889; smrt                               | Arcivévoda Karel Ludvík1864–1889, strýc        |
| František Josef I. | Arcivévoda Karel Ludvík        | Bratr Domnělý dědic        | 30. ledna 1889; smrt synovce                            | 19. května 1896; smrt                              | Arcivévoda František Ferdinand1889–1896, syn   |
| František Josef I. | Arcivévoda František Ferdinand | Synovec Domnělý dědic      | 19. května 1896; smrt otce                              | 28. června 1914; atentát                           | Arcivévoda Ota1896–1906, bratr                 |
| František Josef I. | Arcivévoda František Ferdinand | Synovec Domnělý dědic      | 19. května 1896; smrt otce                              | 28. června 1914; atentát                           | Arcivévoda Karel1906–1914, synovec             |
| František Josef I. | Arcivévoda Karel               | Prasynovec Domnělý dědic   | 28. června 1914; smrt strýce                            | 21. listopadu 1916; postoupil v linii nástupnictví | Arcivévoda Otto1914–1916, syn                  |
| Karel I.           | Korunní princ Otto             | Syn Zjevný dědic           | 21. listopadu 1916; otec postoupil v linii nástupnictví | 12. listopadu 1918; císařství nahrazeno republikou | Arcivévoda Robert1916–1918, bratr              |